# گور گنبد
بنای تاریخی گور گنبد مربوط به سدهٔ ۷ و ۸ ه.ق است و در شهرستان فیروز کوه، ۲۰۰ متری جنوب راه آهن فیروزکوه واقع شده و این اثر در تاریخ ۲۵ اسفند ۱۳۷۹ با شمارهٔ ثبت ۳۵۰۲ به‌عنوان یکی از آثار ملی ایران به ثبت رسیده است.